# Imuris
Imuris là một đô thị thuộc bang Sonora, México. Năm 2005, dân số của đô thị này là 10517 người.